# مارک مک‌کنزی
مارک مک‌کنزی (انگلیسی: Mark McKenzie؛ زادهٔ ۲۵ فوریهٔ ۱۹۹۹) بازیکن فوتبال اهل ایالات متحده آمریکا است.
از باشگاه‌هایی که در آن بازی کرده‌است می‌توان به باشگاه فوتبال فیلادلفیا یونیون اشاره کرد.
وی همچنین در تیم‌های ملی فوتبال جوانان و بزرگسالان ایالات متحده آمریکا بازی کرده‌است.